# Ящірка вірменська
Я́щірка вірме́нська (Darevskia armeniaca) — представник роду скельних ящірок родини Справжні ящірки.

## Опис
Довжина тулуба до 7,3 см, частіше 6,5 см, хвіст у 2 рази довше. Голова помітно стиснута. Міжщелепний щиток відділений від лобоносового або рідко стикається з ним в одній точці. Шов поміж лобоносовим і задньоносовим щитками дорівнює шву поміж переднім та заднім носовими щитками. Рядок із 2-8 зерняток, що лежать між верхньовійним й надочноямковим щитками, завжди перерваний. Перший верхньоскронний щиток великий, більш-менш прямокутний і тупо обрізаний позаду. За ним розташовані 2-4 крупних задньоскронних. Центральноскронний дуже великий, іноді подвоєний та відділений від першого верхньоскронного одним подовжнім рядком дрібних щитків. Між великим барабанним і центральноскронним щитками один над одним розташовуються 2 збільшених щитка. Луска тулуба гладенька, злегка опукла, з боків більше, ніж на спині. Безпосередньо попереду великого анального лежать 1—2 помітно різних за розміром збільшених преанальних щитка. Гомілка вкрита зверху однорідною ребристою лускою, яка за розміром не перевищує луску на тулубі. 
Спина вірменької ящірки жовтувато-зеленого, коричнево-оливкового або зеленувато-жовтого кольору, при цьому зелене забарвлення зазвичай більш чітко проступає у передній третині тулуба. Спинна смуга складається з зосереджених уздовж хребта невеликих, витягнутих поперек чорних або бурих плям. Широкі бічні смуги утворені більш-менш злитими, неправильної форми темними кільцями з виразно світлими плямами, один або два з яких на рівні передніх ніг мають блакитний кольор. Черево блідо-лимонно-жовте з блакитними і чорними плямами на крайніх черевних щитках. Низ голови та горло білого кольору. Голова зверху у невеликих чорних цятках. 

## Спосіб життя
Полюбляє скелясту та кам'янисту місцевість, схили ущелин та узбіччя доріг у лісовій і гірсько-степовій зонах на висотах від 1600 до 2200 м (в Туреччині до 2500) над рівнем моря. У гірському степу місцями живе серед трав'янистої рослинності далеко від каміння і скель. Місцями звичайна в антропогенних ландшафтах, поселяючись на стінах будівель, у руїнах й на звалищах. Харчується мурахами, жуками, прямокрилими, двокрилими, метеликами, павуками, багатоніжками, земляними хробаками (Lumbricina) й молюсками. 
Після зимівлі, залежно від висоти проживання в горах, з'являється наприкінці березня — на початку квітня — травня. 
Це яйцекладні ящірки. Статева зрілість наступає у 2 роки. Зародження відбувається партеногенетично, без участі самців. Відкладання 2—5 яєць розміром в середньому 11х7,5 мм у середині червня — на початку липня. У великих самиць спостерігаються повторні кладки. Через 55 днів з'являються молоді ящірки довжиною 24,5—26,5 мм (без хвоста) наприкінці липня — на початку серпня.

## Розповсюдження
Мешкає у північно-західній і північній Вірменії та прилеглих районах південної Грузії та західного Азербайджану, північно-західній Туреччини.
У 1967 році вірменська ящірка з науковою метою була акліматизована в Україні, тепер цей вид утворив стійку велику популяцію у скельному каньйоні річки Тетерів у Житомирській області.

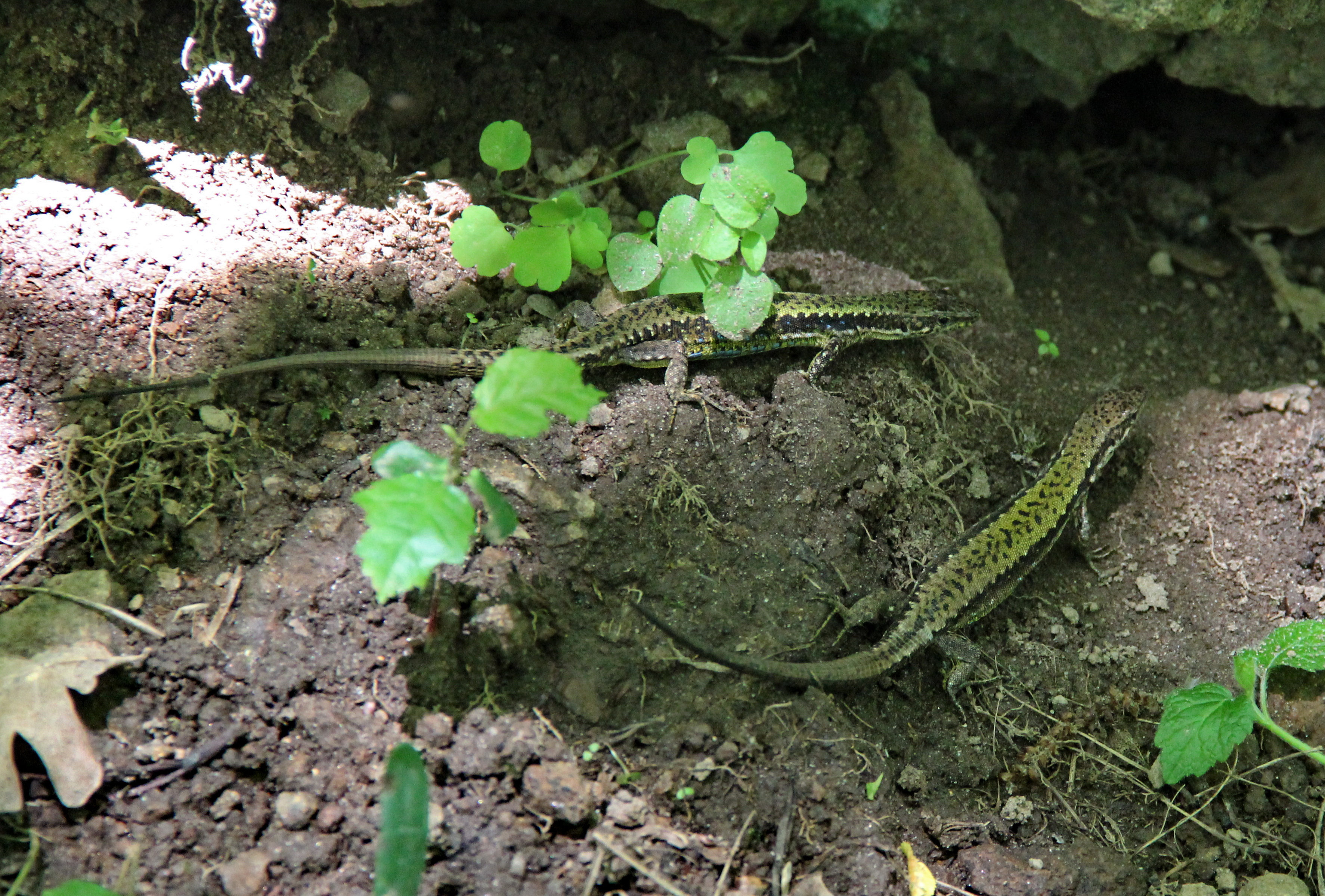
Я́щірка вірме́нська (Darevskia armeniaca) в Житомирській області